# Austinita
La austinita o brickerita es un mineral arseniato, por tanto encuadrado en la clase 8 de los minerales fosfatos. Descubierto en 1935, fue nombrado en honor a Austin F. Rogers, mineralogista estadounidense.

## Características químicas
Es un arseniato de calcio y cinc, del llamado "grupo de la adelita". Es el equivalente con cinc de la cobaltaustinita y la niquelaustinita.
Es el extremo con cinc de una serie de solución sólida en cuyo otro extremo está la conicalcita -CaCuAsO4(OH)-, dando una familia de minerales ortorrómbicos sustituyendo gradualmente el cinc por cobre.

## Formación y yacimientos
Se puede encontrar en las zonas de oxidación de los yacimientos de metales. Es un mineral raro, sólo aparece en dichas zonas si los depósitos metalíferos están muy enriquecidos en arsénico.